# Josh Smith (beisbolista)
Josh H. Smith (Baton Rouge, Luisiana, 7 de agosto de 1997), más conocido como Josh Smith, es un jugador profesional estadounidense de béisbol que se desempeña en la posición de campocorto en Texas Rangers, equipo de las Grandes Ligas de Béisbol (MLB).

## Carrera
Fue seleccionado en la segunda ronda en el Draft de la MLB de 2019. En 2022 hizo su debut profesional con el equipo Texas Rangers, donde lleva jugando dos temporadas.